# Stora Gravkärr
Stora Gravkärr är en sjö i Marks kommun i Västergötland och ingår i Viskans huvudavrinningsområde.